# Винклаар, Ролли
Рулли Винклаар (англ. Roelly Winklaar; род. 22 июня 1978 года, Кюрасао, Нидерланды) — профессиональный голландский культурист. Победитель конкурсов «Чикаго Про 2013», «Нордик Про 2012», «Нью-Йорк Про 2010». Один из самых многообещающих профессиональных атлетов. Имя иногда пишется как Rulove Winklaar, Egberton Rulove Etienne-Winklaar, Роэлли Винклаар, Рули Винклар.

## Биография
Рулли родился на острове Кюрасао, а несколько позже его семья переехала на постоянное жительство в материковую часть Нидерландов, где и прошли детство и юность Винклаара. Ещё в ранние годы парень всерьёз увлекся гимнастикой и акробатикой, немного позже — футболом. Кстати, именно благодаря этим навыкам Ролли стал доступен его «фирменный» трюк во время выступлений — бэкфлип (сальто назад). Настоящий успех пришёл к Ролли после победы на Нью-Йорк Про в 2010 году. Сегодня Винклаар продолжает выступать и всячески старается превзойти ту высоту, которая однажды покорилась ему.
У Рулли есть родной брат Квинси Винклаар — культурист-любитель в средней весовой категории. В отличие от Рулли, Квинси не стремится к высоким титулам и всемирной известности, а потому продолжает уверенно выступать на турнирах любительского уровня и держать себя в отличной форме.
14 декабря 2020 года Рулли Винклаар сообщил о том, что заразился COVID-19 и поэтому не будет принимать участие в Мистер Олимпия 2020.

## Антропометрия
- Рост 170 см
- Соревновательный вес 115 кг
- Вес в межсезонье 129 кг
- Бицепс 58 см
- Шея 44 см
- Грудная клетка 132 см
- Талия 90 см
- Бедро 78 см
- Голень 54 см

### История выступлений (соревнование и место)
- Мистер Олимпия 2019 5
- Мистер Олимпия 2018 3, при этом получил имя и пояс "народного чемпиона".
- Арнольд Классик Австралия 2018 1
- Арнольд Классик 2018 4
- Прага Про 2017 1
- Арнольд Классик Европа 2017 4
- Мистер Олимпия 2017 6
- Шеру Классик 2016 1
- Мистер Олимпия Европа 2016 5
- Прага Про 2016 5
- Арнольд Классик Европа 2016 5
- Мистер Олимпия 2016  6
- Арнольд Классик Африка 2016 2
- Нью-Йорк Про 2016 2
- Нордик Про 2015 2
- Прага Про 2015 6
- Арнольд Классик Европа 2015 5
- Мистер Олимпия 2015 7
- Арнольд Классик Австралия 2015 6
- Арнольд Классик(США) 2015 6
- Нордик Про 2014 1
- Чикаго Про 2014 1
- Арнольд Классик Европа 2013 6
- Мистер Олимпия 2013 7
- Чикаго Про 2013 1
- Прага Про 2012 8
- Гран При Англия 2012 6
- Арнольд Классик Европа 2012 3
- Шеру Классик 2012 4
- Мистер Олимпия 2012 12
- Нордик Про 2012 1
- Европа Супершоу 2012 4
- Про Бодибилдинг Уикли 2012 4
- Нью-Йорк Про 2011 9
- Фибо Пауэр Про 2011 3
- Мистер Европа Про 2011 2
- Гран При Англия 2011 2
- Арнольд Классик 2011 8
- Мистер Олимпия 2010 14
- Нью-Йорк Про 2010 1
- Гран При Австралия 2010 3
- Арнольд Классик 2010 7
- Чемпионат Мира любительский 2005 — в категории Полутяжёлый вес

## Рулли Винклаар в профессиональных рейтингах
- Место Рейтинг Дата рейтинга
- 13 Рейтинг мужчин профессионалов IFBB по бодибилдингу 2013 года 31.03.2013
- 15 Рейтинг мужчин профессионалов IFBB по бодибилдингу 2011 года 01.10.2011
- 13 Рейтинг мужчин профессионалов IFBB по бодибилдингу 2011 года 01.09.2011